# 約翰·博安農
約翰·摩根·博安農（1991年10月29日—）為約旦裔美國男子籃球運動員，場上位置為中鋒。

## 生平
博安農生於美國德克萨斯州休士頓，高中就讀蘭卡斯特高中。2014年自得克萨斯大学埃尔帕索分校畢業後在美國以及海外展開職業生涯，博安農由於擁有約旦的公民身分，2021年11月代表約旦競逐2023年世界盃亞洲區資格賽第一階段。
2017年9月，博安農代表超級籃球聯賽富邦勇士參加珍軒冠軍盃國際籃球賽與超級8籃球邀請賽。2020年10月，博安農加盟布萊梅港北極熊。2020年10月，布萊梅港北極熊簽下博安農頂替马塞尔·克森。2021年2月，博安農離開布萊梅港北極熊。2022年紐西蘭國家籃球聯賽賽季馬納瓦圖噴射機引進博安農。2022年10月，博安農加盟T1聯盟高雄全家海神，中文登錄名為「波捍能」。2023年8月，高雄全家海神宣布博安農離隊。

## 外部連結
- 約翰·博安農在fiba.basketball（英语）
- 約翰·博安農在NBA G聯盟官網（英语）
- 約翰·博安農在Basketball-Reference.com（NBA）（英语）
- 約翰·博安農在Basketball-Reference.com（NBA G聯盟）（英语）
- 約翰·博安農在Sports-Reference.com（NCAA）（英语）
- 約翰·博安農在Eurobasket.com（球員）（英语）
- 約翰·博安農在Proballers（英语）
- 約翰·博安農在RealGM（球員）（英语）
- 約翰·博安農在Flashscore（英语）